# Delamination
Delamination (Enthaftung) bezeichnet das sich-Ablösen von Schichten in Werkstoffverbunden bzw. Laminaten, z. B. in Faserverbundwerkstoffen oder das Ablösen einer Korrosionsschutzschicht auf einem Stahlteil. Delamination kann auch in einem Werkstoffgemisch (z. B. aus Polymerkomponenten) auftreten.

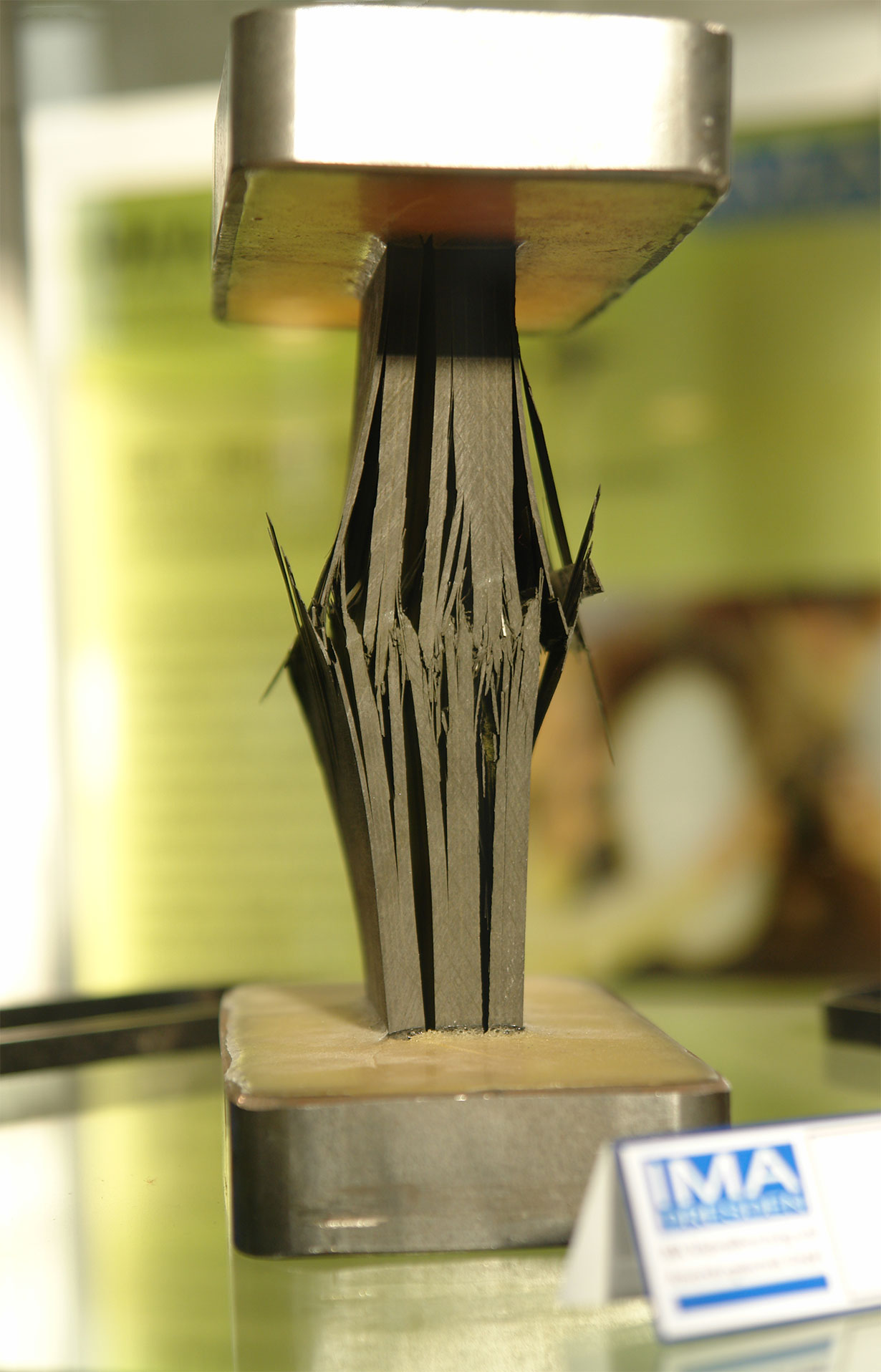
Delamination von kohlenstofffaserverstärktem Kunststoff unter Druckbeanspruchung
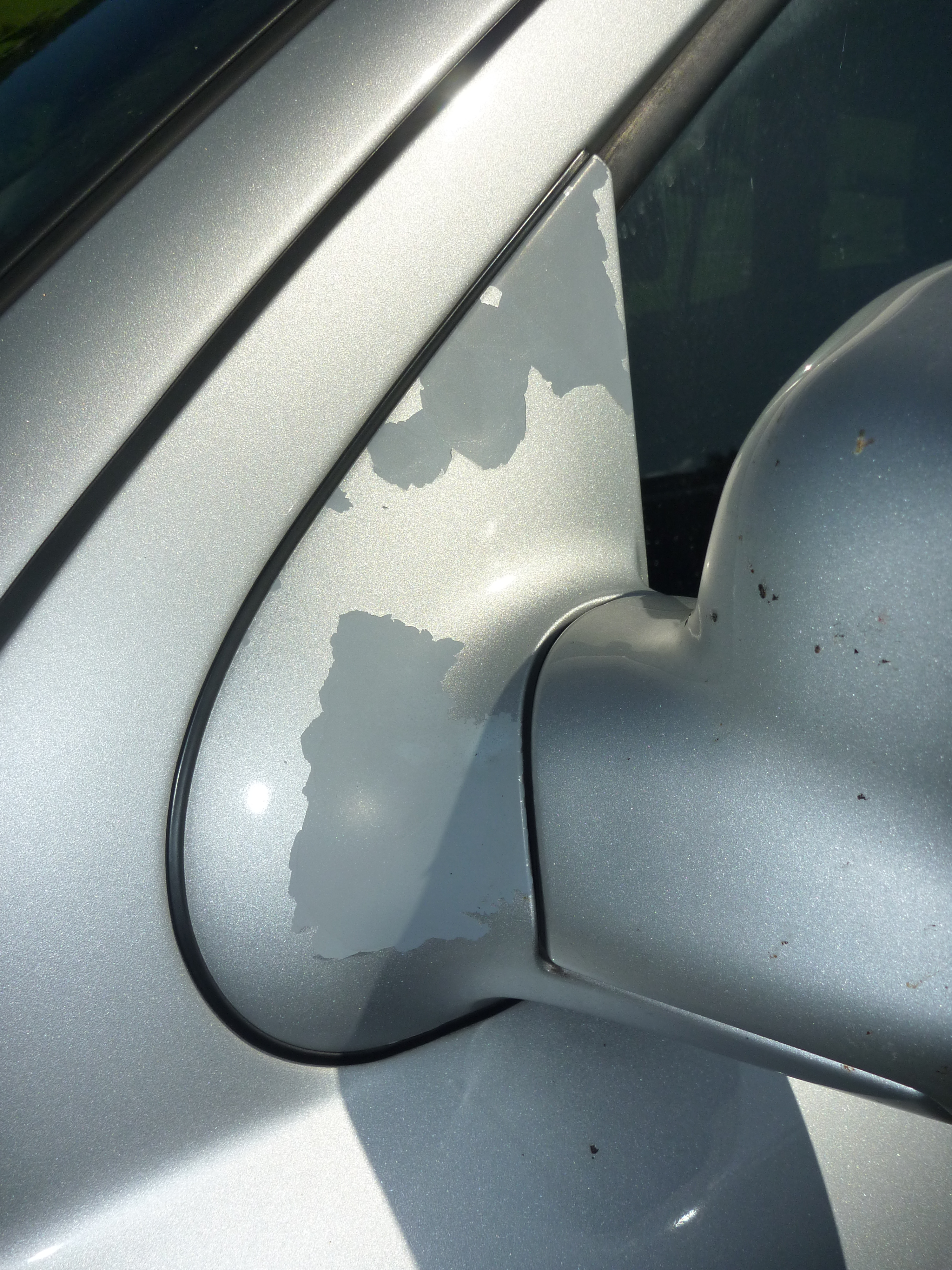
Enthaftung eines Lackes von einem Kunststoff-rückspiegel
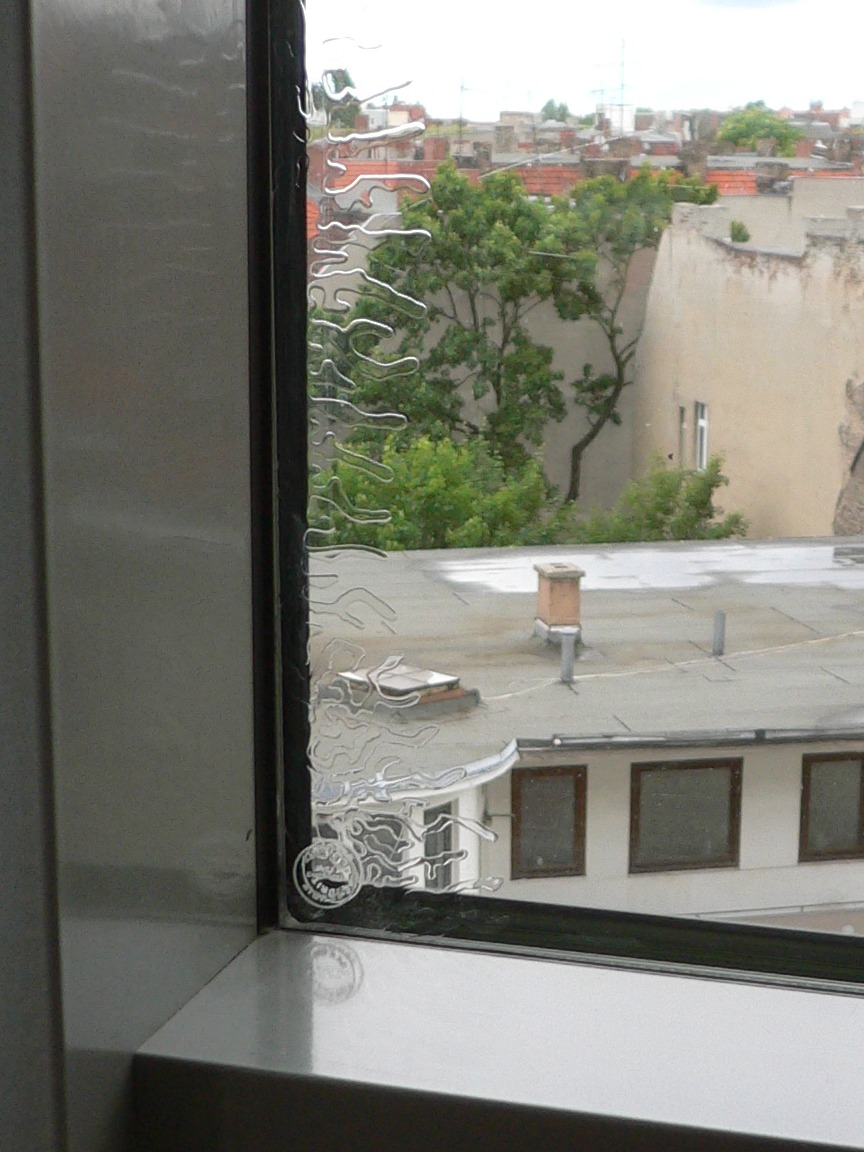
Vom Rand her delaminierendes Verbund-Sicherheitsglas